# Rhön-Rennsteig-Sparkasse
Die Rhön-Rennsteig-Sparkasse ist eine öffentlich-rechtliche Sparkasse mit Sitz in Meiningen in Südthüringen. Ihr Geschäftsgebiet sind der Landkreis Schmalkalden-Meiningen und die Stadt Suhl. Die offizielle Firmierung gemäß Handelsregister lautet Zweckverbandssparkasse Rhön-Rennsteig.

## Organisationsstruktur
Die Rhön-Rennsteig-Sparkasse ist eine Anstalt des öffentlichen Rechts. Rechtsgrundlagen sind das Sparkassengesetz für Thüringen und die durch den Verwaltungsrat der Sparkasse erlassene Satzung. Organe der Sparkasse sind der Vorstand und der Verwaltungsrat. Die Marktbereiche sind eingeteilt in das Privatkundenzentrum und das Firmenkundenzentrum. 

## Geschäftsausrichtung und Geschäftserfolg
Die Rhön-Rennsteig-Sparkasse betreibt als Sparkasse das Universalbankgeschäft. Sie ist Marktführer in ihrem Geschäftsgebiet. Im Verbundgeschäft arbeitet die Sparkasse mit der Landesbausparkasse Thüringen, der DekaBank, der SV SparkassenVersicherung  Hessen-Thüringen und der Versicherung Union zusammen.

## Geschichte
Die erste Sparkasse der Region wurde 1822 in Meiningen gegründet. Die Rhön-Rennsteig-Sparkasse entstand 1995 durch den Zusammenschluss der ehemaligen Kreissparkassen Meiningen, Suhl und Schmalkalden. Der Name setzt sich aus bekannten Landschaften im Geschäftsgebiet der Sparkasse zusammen. Rhön steht für die Region um Meiningen mit Grabfeld und Werratal, Rennsteig als der Kammweg des Thüringer Waldes steht für die Regionen Suhl und Schmalkalden. Die drei Vorgängerinstitute entstanden jeweils 1952 im Rahmen der Reorganisation der Sparkassen in der DDR.
Ende 2023 hatte die Sparkasse 290 Mitarbeiter und ist in ihrem Einzugsbereich an 24 Standorten vertreten. Sie unterhält sieben Filialen, vier KompetenzCenter, an 24 Standorten Geldautomaten, jeweils drei Beratungs- und Immobilien-Center (Meiningen, Suhl, Schmalkalden) sowie ein S-VersicherungsCenter in Meiningen (Stand 1. Januar 2025). Hinzu kommt ein Bestell-Service, in dem man sich Geld im Wert von 50–500 Euro nach Hause schicken lassen kann. Das Institut betreut neben den Privatkunden fast 6000 Firmenkunden in über 500 verschiedenen Branchen.

## Sitz
Die Sparkasse residiert im denkmalgeschützten Gebäude der ehemaligen Deutschen Hypothekenbank Meiningen, einer Großbank, die bereits 1862 gegründet wurde und in Deutschland als die erste reine Hypothekenbank mit dem Status einer Privatbank unter staatlicher Aufsicht galt und hier eine Führungsrolle einnahm. Später nutzten die Deutsche Bank, die Kreissparkasse Meiningen, eine Hauptfiliale und die Thüringer Landesfiliale der Staatsbank der DDR sowie bis 2000 die Deutsche Bundesbank das Gebäude. Die Kreissparkasse Meiningen wurde 1992 Eigentümer des Gebäudes und ließ es von 1993 bis 2003 unter Leitung des Architekten Karsten Merkel umgestalten und sanieren.

## Gesellschaft
Die Rhön-Rennsteig-Sparkasse ist in ihrem Geschäftsgebiet vielfältig als Sponsor tätig. Sie unterstützt kulturelle und sportliche Veranstaltungen, engagiert sich im sozialen Bereich und fördert den Jugendsport und den Wettbewerb „Jugend musiziert“. Die Sparkasse ist Sponsor für den Thüringer Kleinkunstpreis und den Thüringer Märchen- und Sagenpreis.

### Kunstgalerie
Auf zwei Etagen im Gebäude des Sparkassensitzes in Meiningen unterhält das Institut eine Kunstgalerie, wo Werke sowie Fotoausstellungen von und über bekannte Künstler gezeigt werden. Höhepunkte waren bisher Werke von Armin Mueller-Stahl (2006), halbjährlich wechselnde Fotoausstellungen mit dem Hauptthema „Frauen – Theater – Film“ die Schauspielerinnen Marilyn Monroe (2010), Grace Kelly (2011), Audrey Hepburn (2011/12), Romy Schneider (2012), Sophie Marceau (2012/13), Brigitte Bardot (2013/14) und Marlene Dietrich (2014) und die Ausstellung „Ente gut – alles gut.“ mit Arbeiten von bekannten Trickfilmzeichnern der Walt Disney Company im Jahr 2015.